# El Baix Guinardó

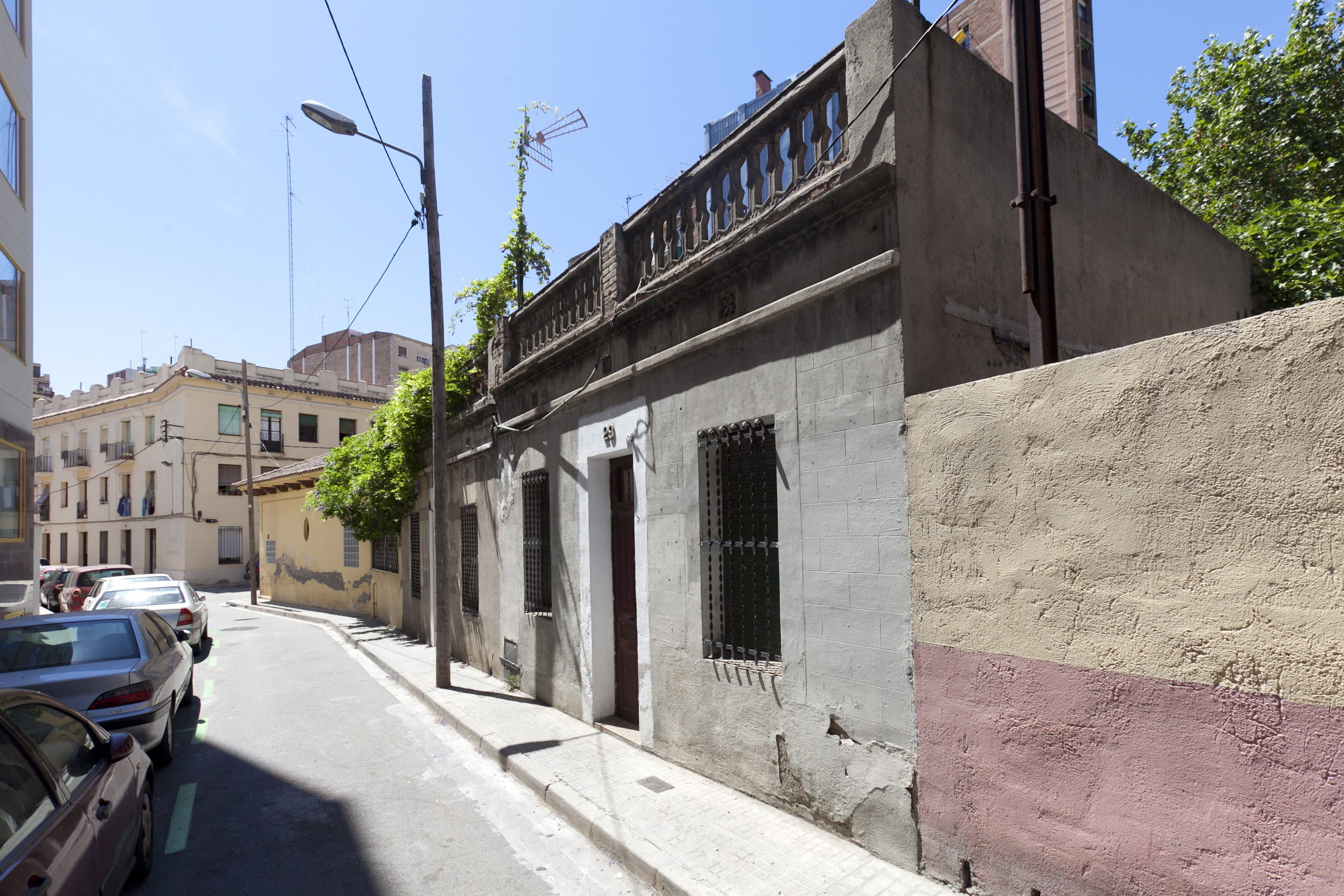
Passatge de Sant Pere, un dels primers nuclis de poblament del barri.

El Baix Guinardó és un barri del districte d'Horta-Guinardó de la ciutat de Barcelona. Limita a l'oest pel carrer de Sardenya amb El Camp d'en Grassot i Gràcia Nova, al sud limita amb el barri de la Sagrada Família pel carrer de Sant Antoni Maria Claret, a l'est el carrer de Cartagena el separa del Guinardó i pel nord limita amb el barri de Can Baró per l'Avinguda Mare de Déu de Montserrat i la plaça de la Font Castellana. El barri compta amb la seu del districte d'Horta Guinardó, situada a la casa de les Altures. Altres llocs destacats del barri són el Parc de les Aigües, els Jardins del Baix Guinardó, la Comissaria dels Mossos d'Esquadra d'Horta-Guinardó i les casernes de Girona.

## Història
Diferenciat del Guinardó primigeni és un barri amb personalitat pròpia, històricament més proper a la vila de Gràcia. Gran part del barri, com el propi Guinardó, formaven part del terme de Sant Martí de Provençals, municipi que va ser annexat al de Barcelona l'any 1897. Les primeres urbanitzacions es van realitzar a mitjans del segle XIX en els terrenys al voltant del torrent de Lligalbé, entre els carrers Lepant i Travessera de Gràcia. El Carrer Bergnes de Casas és considerat com el més antic del barri.
El Baix Guinardó està marcat per dos fets que van canviar el seu territori: per un costat, l'arribada de la Societat General d'Aigües de Barcelona que va expropiar una part important dels terrenys del barri per instal·lar els dipòsits per tal d'abastir la ciutat, i per l'altre, el Cinturó de Ronda, que la travessava pel mig i que va condicionar la seva urbanització. Aquesta va desenvolupar-se majoritàriament a partir de la dècada dels cinquanta i articulada a l'entorn de la plaça d'Alfons X el Savi. Anteriorment havia estat una zona agrícola de muntanya i més tard de petites torretes d'estiueig.
L'obertura del Parc de les Aigües l'any 1978, després d'anys de reivindicacions portades a terme pels veïns des de 1974 per tal de convertir-lo en parc públic, i la instal·lació, al costat, de la seu del Districte d'Horta-Guinardó a la Casa de les Altures, van donar contingut al barri. L'enderrocament del pas elevat del Cinturó de Ronda el 2011 va dignificar el barri, que vol ser quelcom més que l'entrada al túnel del Turó de la Rovira, i que conserva alguns racons, passatges i rieres, que preserven la memòria històrica d'aquest lloc.